# 1989年11月逝世人物列表
1989年逝世人物列表：1月 - 2月 - 3月 - 4月 - 5月 - 6月 - 7月 - 8月 - 9月 - 10月 - 11月 - 12月
1989年11月逝世人物列表，是用於匯總1989年11月期間逝世人物的列表。

## 依日期排序

### 1日
- 彼得·柴爾茲，50歲，英國演員，白血病。
- Sadie Tanner Mossell Alexander，91歲，美國民權活動家，阿爾茨海默病併發症。[1]
- 哈拉納特，53歲，印度演員，酒精中毒。
- 羅伯特·詹姆斯·穆恩，78歲，美國物理學家、化學家和工程師。
- Mihaela Runceanu，34歲，羅馬尼亞歌手，被勒死。
- 馬克斯·斯特雷布，76歲，瑞士奧運會手球運動員（1936年）。[2]
- Hoimar von Ditfurth，68歲，德國科學記者，甲狀腺癌。

### 2日
- 伊內斯·阿雷東多，61歲，墨西哥作家。
- 安德魯·布拉班特，88歲，法國電影女演員。[3]
- 約翰·克萊默，82歲，美國畫家。[4]
- 莫裡斯·H·德格魯特，58歲，美國統計學家。[5]
- 伊莉莎白·霍利·加斯克，103歲，美國政治家，美國眾議院議員（1938-1939）。
- 弗雷德里克·戈登-倫諾克斯，85歲，英國世襲貴族。
- 史蒂夫·辛普森，41歲，美國棒球運動員，心臟病發作。[6]

### 3日
- 蒂莫西·巴万德拉（Timoci Bavadra），55歲，斐濟醫生和政治家，斐濟總理（1987年），癌症。[7]
- 路易士·克雷恩（Louis Craine），32歲，美國連環殺手，愛滋病併發症。
- 多蘿西·富爾德海姆（Dorothy Fuldheim），96歲，美國記者和新聞主播，中風。[8]
- 埃德·卡西德（Ed Kasid），66歲，美國籃球運動員。[9]
- 小威廉·莫裡斯（William Morris Jr.），90歲，美國人才經紀人。[10]
- 澤爾瑪·奧尼爾（Zelma O'Neal），86歲，美國女演員，歌手和舞者。[11]
- 愛德華·斯塔克（Edward J. Stack），79歲，美國政治家，美國眾議院議員（1979-1981）。

### 4日
- Pancho Coimbre，80歲，波多黎各棒球運動員，房屋火災。[12]
- 埃爾基·克爾圖拉，79歲，芬蘭奧運會擊劍運動員（1948年、1952年）。[13]
- 克雷爾·萊頓，91歲，英裔美國藝術家。[14]
- 薇薇安·梅西耶，80歲，愛爾蘭文學評論家。[15]
- 霍華德·A·拉斯克，88歲，美國醫生。[16]
- 隆慶一郎，66歲，日本編輯、編劇、歷史小說作家。[17]
- 約翰·泰勒，81歲，加拿大奧運會滑雪運動員（1932年）。[18]
- Bohumil Váňa，69歲，捷克斯洛伐克乒乓球運動員。

### 5日
- 榎一雄，75岁，日本历史学家。
- 弗拉基米爾·霍羅威茨（Vladimir Horowitz），86歲，俄裔美國鋼琴家和作曲家，心臟病發作。[19]
- 巴里·薩德勒（Barry Sadler），49歲，美國士兵，作家和歌手（“綠色貝雷帽的歌謠”），被槍殺。[20]
- 瑪格特·塞特爾曼（Margot Seitelman），61歲，德國出生的美國女商人，美國門薩（American Mensa）執行董事，癌症。[21]
- 盧·沃特斯（Lu Watters），77歲，美國小號手和樂隊領隊。[22]
- 貝尼尼奧·扎卡尼尼（Benigno Zaccagnini），77歲，義大利政治家和醫生。[23]
- Adem Čejvan，62歲，南斯拉夫演員。

### 6日
- 瑪格麗特·布伯-諾依曼（Margarete Buber-Neumann），88歲，德國作家。[24]
- 迪基·古德曼（Dickie Goodman），55歲，美國唱片製作人，槍擊自殺。[25]
- 瑪吉特·馬凱（Margit Makay），98歲，匈牙利電影女演員。[26]
- 松田優作，40歲，日本演員，膀胱癌。[27]
- 威廉·墨菲，68歲，美國電影演員。

### 7日
- 戴·阿斯特利，80歲，威爾士足球運動員。[28]
- 安德列·博羅維赫，68歲，二戰期間蘇聯飛行王牌，兩次蘇聯英雄，中風。
- 艾力·曼葛，78歲，英國演員。
- 米爾頓·K·尾崎，76歲，美國作家。[29]
- Brunello Rondi，64歲，義大利電影製片人，心臟病發作。[30]
- 揚·斯卡塞爾，67歲，捷克斯洛伐克詩人。[31]
- 湯米·塔圖姆，70歲，美國棒球運動員。[32]
- 迪克·沃里塞克，71歲，美國音響工程師。

### 8日
- 羅伯特·傑林格（Robert Gerringer），63歲，美國演員，中風。[33]
- 約翰尼·蘭寧（Johnny Lanning），79歲，美國職業棒球運動員。[34]
- 歐仁·普魯斯特（Eugène Proust），68歲，法國足球運動員和經理。
- 莫德·拉塞爾（Maud Russell），96歲，美國社會工作者，教育家和作家，肺癌。[35]
- 吉諾·索爾達（Gino Soldà），82歲，義大利越野滑雪運動員和奧運選手。[36]
- 萊昂內爾·蓋奇·威格莫爾（Lionel Gage Wigmore），90歲，澳大利亞記者和軍事歷史學家。
- 埃爾默·韋恩（Elmer Wynne），88歲，美式橄欖球運動員和教練。[37]
- 瑪麗·艾格尼絲·耶克斯（Mary Agnes Yerkes），103歲，美國印象派畫家和攝影師。

### 9日
- 克里夫·阿什本，83歲，美式橄欖球運動員。[38]
- 肯尼·哈古德，63歲，美國爵士音樂家。
- 亞瑟·約翰·霍蘭德，71歲，美國政治家，癌症。
- 比爾·尼爾森，64歲，澳大利亞政治家，癌症。
- Roar Pedersen，61歲，挪威冰球運動員。[39]
- 內納德·彼得羅維奇，82歲，南斯拉夫棋手。[40]
- Leen Vente，78歲，荷蘭足球運動員。[41]
- Sarwo Edhie Wibowo，64歲，印尼將軍，發燒。

### 10日
- 萨缪尔·贝克特，83岁，爱尔兰、法国作家。
- Peter Berglar，70歲，德國歷史學家。
- Cookie Mueller，40歲，美國女演員，愛滋病。[42]
- Niels Schibbye，79歲，丹麥奧運帆船運動員（1936年）。[43]
- 克雷格·J·斯賓塞，49歲，美國記者和說客，吸毒過量自殺。

### 11日
- 凱西·安德森，55歲，美國音樂家，手術併發症。
- Jay DeFeo，60歲，美國藝術家，肺癌。[44]
- 穆罕默德·德姆西裡（Mohamed Demsiri），52-53歲，摩洛哥歌手兼詩人。[45]
- 納塔利奧·佩西亞（Natalio Pescia），67歲，阿根廷國際足球運動員。
- 弗朗切斯科·斯特凡尼（Francesco Stefani），66歲，德國電影導演。[46]

### 12日
- Harry Bergström，79歲，芬蘭鋼琴家、指揮家和作曲家。[47]
- 爱德华·康德沃，91歲，瑞士賽艇運動員和奧運選手。
- 湯瑪斯·達姆，74歲，丹麥木工和漁民。
- 佐爾坦·杜達斯，56歲，匈牙利足球運動員。[48]
- 多洛雷斯·伊巴魯里，93歲，西班牙政治家，肺炎。[49]
- Armour G. McDaniel，73歲，美國軍官。
- 茅以升，93歲，中國結構工程師和政治家。

### 13日
- 斯圖爾特·查默斯，82歲，蘇格蘭足球運動員。[50]
- 維克多·大衛斯，25歲，加拿大奧運會游泳運動員（1984年，1988年），交通事故。[51]
- 弗朗西斯·埃德蒙茲，87歲，英國教育家和人智學家。[52]
- 安東尼奧·費雷拉·戈麥斯，83歲，葡萄牙羅馬天主教主教。
- 小罗杰·希曼（Roger Heman），57歲，美國音響工程師，奧斯卡金像獎得主，肺癌。
- 亞瑟·哈欽斯（Arthur Hutchings），83歲，英國音樂學家、作曲家和音樂教授。[53]
- 法蘭茲·約瑟夫二世，83歲，列支敦斯登王室親王（自1938年起）。
- Rohana Wijeweera，46歲，斯裡蘭卡武裝分子，被槍殺。

### 14日
- Wild Bill Davison，83歲，美國爵士音樂家。[54]
- 崔德新（Choe Deok-sin），75歲，韓國外交部長，叛逃到北韓。
- 雷米·洛朗（Rémi Laurent），32歲，法國演員，愛滋病毒相關疾病。[55]
- 吉米·墨菲（Jimmy Murphy），79歲，威爾士國際足球運動員，主動脈夾層。[56]
- 佐拉·海倫·羅斯，77歲，美國作家和小說家。[57]
- 薩曼德·西亞班多夫，79歲，蘇聯作家和士兵。
- 恩佐·特拉帕尼，67歲，義大利編劇、電視製片人和電影導演，自殺。

### 15日
- 康斯坦斯·賓尼，93歲，美國女演員和舞蹈家。[58]
- 威廉·N·德拉穆斯三世，73歲，美國鐵路主管。[59]
- Alejo Durán，70歲，哥倫比亞音樂家。[60]
- 傑里米·弗林特，61歲，英國橋牌運動員，癌症。[61]
- 利波特·卡拉萊，76歲，匈牙利奧運足球運動員（1936年）。[62]
- 喬治·曼努埃爾，68歲，加拿大土著領袖。[63]
- 諾瑪·特裡斯，85歲，美國女演員。[64]

### 16日
- Petar Argirov，66歲，保加利亞奧運足球運動員（1952年）。[65]
- 内森·科恩，82歲，美國電氣工程師。[66]
- Jean-Claude Malépart，50歲，加拿大政治家。
- 羅斯·墨菲，76歲，美國爵士歌手。[67]
- 多蘿西·G·佩奇，68歲，美國政治家。
- 奧利弗·史沫特萊，78歲，英國商人和政治活動家。[68]
- 1989年薩爾瓦多耶穌會士謀殺案的受害者：
  - 伊格納西奧·埃拉庫里亞，59歲，西班牙-薩爾瓦多耶穌會士，哲學家和神學家，被槍殺。[69]
  - 伊格納西奧·馬丁·巴羅，47歲，西班牙-薩爾瓦多耶穌會士、哲學家和神學家，被槍殺。
  - 塞貢多·蒙特斯，56歲，西班牙 - 薩爾瓦多耶穌會士，哲學家和神學家，被槍殺。

### 17日
- 大衛·布倫迪，44歲，英國記者，被槍殺。[70]
- 艾默生·巴克利，73歲，美國管弦樂隊指揮，肺氣腫。[71]
- 弗朗西斯·約翰·鄧恩，67歲，美國羅馬天主教主教。
- Costabile Farace，29歲，美國黑幫
- 本傑明·菲什，66-67歲，波蘭電影導演。
- 約瑟夫·希利，87歲，英國政治家。[72]
- 比利·李，60歲，美國演員，心臟病發作。[73]
- Thiruchi Loganathan，65歲，印度歌手。
- 烏扎爾·古爾·佩沙瓦里（Uzair Gul Peshawari），102-103歲，巴基斯坦伊斯蘭學者和活動家。
- 查理斯·佩里·史黛西（Charles Perry Stacey），83歲，加拿大歷史學家。[74]

### 18日
- Romano Bilenchi，80歲，義大利作家。[75]
- 亨德里克·德弗裡斯，93歲，荷蘭詩人和畫家。[76]
- 威廉·威斯特·海恩斯，81歲，美國作家和劇作家。[77]
- 約翰尼·海默，69歲，美國演員，癌症。
- 埃德文·萊恩，84歲，芬蘭電影導演。[78]
- 謝爾曼·普倫凱特，56歲，美國橄欖球運動員，癌症。[79]
- Freddie Waits，46歲，美國鼓手，肺炎和腎衰竭。[80]

### 19日
- 格蘭特·阿德科克斯，39歲，美國賽車手，賽車事故。[81]
- 吉姆·布拉德菲爾德，56歲，澳大利亞政治家。
- 南希·德雷克塞爾，79歲，美國女演員。[82]
- Paul Shyre，63歲，美國導演和劇作家。[83]

### 20日
- 林恩·巴里，69歲，美國女演員，心臟病發作。[84]
- Hirabai Barodekar，84歲，印度古典音樂歌手。
- Božidar Jakac，90歲，南斯拉夫藝術家。
- 拉比布·海珊·阿布·羅坎，78歲，以色列政治家。
- 萊昂納多·夏西亞，68歲，義大利編劇和政治家，歐洲議會議員（1979-1984）。[85]
- 埃米特·斯圖伯，86歲，美式橄欖球運動員和教練。[86]
- 威廉·J·華林，95歲，美國將軍。
- Rachel Wischnitzer，104歲，俄裔德國藝術史學家。[87]

### 21日
- 許士芬，77歲，香港矿务地质工程师、企业家。
- 愛德華·鮑登，86歲，英國藝術家。[88]
- 彼得·伯頓，68歲，英國演員，心臟病發作。
- Heiko Fischer，29歲，德國花樣滑冰運動員和奧運選手，心血管疾病。[89]
- Will Glahé，87歲，德國音樂家。[90]
- 阿恩·格蘭恩，87歲，芬蘭奧林匹克網球運動員（1924年）。[91]
- 哈威·哈特，61歲，加拿大電影導演和電視製片人，心臟病發作。[92]
- 雅娜，58歲，英國歌手，食道癌。[93]

### 22日
- 丸山誠治，77岁，日本电影导演。
- 保羅·阿方西，81歲，美國政治家。
- 羅伯托·阿里亞斯，71歲，巴拿馬政治家和外交官。
- C.C.貝克，79歲，美國漫畫家，《驚奇隊長》的共同創作者，腎功能衰竭。[94]
- 羅伯特·貝里，76歲，法國演員。[95]
- Gerry Chiniquy，77歲，美國動畫師。
- 何塞·克魯茲，72歲，墨西哥漫畫作家和編劇。[96]
- H. O. Davies，84歲，奈及利亞政治家。
- 克萊門特·海恩斯沃思，77歲，美國法官。[97]
- 阿卜杜勒·拉希德·卡達爾，85歲，印度電影演員、導演和製片人。
- 比利·米爾頓，83歲，英國演員。
- 勒內·穆阿瓦德，64歲，黎巴嫩政治家，總統（自1989年起），被汽車炸彈暗殺，殺人。[98]
- Vijay Rajindernath，61歲，印度板球運動員。[99]
- 沙米爾·塞里科夫，33歲，蘇聯奧運摔跤運動員（1980年），自殺。[100]

### 23日
- Jiří Baumruk，59歲，捷克斯洛伐克籃球運動員和教練，交通事故。[101]
- 馬丁·格拉斯納（Martin Glaessner），82歲，奧地利裔澳大利亞地質學家和古生物學家。
- 西德尼·賈尼斯（Sidney Janis），93歲，美國服裝製造商和藝術收藏家。[102]
- 麗塔·萊尼漢（Rita Lenihan），75歲，美國海軍軍官，癌症。[103]
- 阿曼德·薩拉克魯，90歲，法國劇作家。[104]
- 志賀真理子，19歲，日本歌手，交通事故。

### 24日
- E·露絲·安德森，82歲，美國音樂學家和氣象學家。
- 阿卜杜拉·優素福·阿扎姆，48歲，巴勒斯坦薩拉菲聖戰分子、學者和神學家，被汽車炸彈暗殺。[105]
- 戈登·貝斯，60歲，美國漫畫家。[106]
- 倫納德·布丁，77歲，美國公民自由律師和活動家。
- 邁克爾·哈伍德，54-55歲，美國環保主義者。[107]
- Lawrence A. Hyland，92歲，美國電氣工程師。[108]
- 理查·科爾，86歲，德國統計學家。
- 拉爾夫·諾伍德，23歲，美式橄欖球運動員，交通事故。[109]

### 25日
- 薩洛·維特邁爾·巴倫，94歲，波蘭裔美國歷史學家。[110]
- 喬治·卡科鮑，77歲，斐濟政治家，總督（1973-1983）。
- 克勞斯·克勞森，90歲，德國演員。[111]
- 比拉戈·迪奥普，82歲，塞內加爾詩人和講故事的人。[112]
- 阿爾瓦·R·菲奇，82歲，美國將軍。[113]
- 約翰·卡普蘭，59-60歲，美國法律學者，腦癌。[114]
- Frank A. Southard Jr.，82歲，美國經濟學家和銀行家。[115]
- 威廉·斯特拉頓，86歲，英國軍官。
- 瑪麗亞·科隆·桑切斯，63歲，美國政治家。
- 弗蘭克·湯瑪斯，100歲，美國演員。[116]
- 克利福德·桑頓，53歲，美國爵士音樂家。

### 26日
- 艾哈邁德·阿卜杜拉，70歲，科摩羅政治家，科摩羅總統，開槍。[117]
- 威廉·巴伯，70歲，英國板球運動員。[118]
- 聖新娘男爵莫裡斯·詹姆斯，73歲，英國外交官。[119]
- Lew Fonseca，90歲，美國棒球運動員。[120]
- Gunnar Hedlund，89歲，瑞典政治家。[121]
- 普莉希拉·羅伯遜（Priscilla Robertson），78-79歲，美國歷史學家，雜誌編輯和大學教授，中風。[122]
- 昌德·烏斯馬尼（Chand Usmani），56歲，印度女演員。

### 27日
- Frank Fools Crow，99歲，美國原住民公民和宗教領袖。[123]
- Zuko Džumhur，68歲，波士尼亞作家、畫家和漫畫家。[124]
- 沃爾特·霍文，91歲，瑞典裔美國商人。[125]
- 卡洛斯·阿里亚斯·纳瓦罗，80歲，西班牙政治家，首相（1973-1976），梗塞。[126]
- 諾瑪·尼科爾斯，95歲，美國女演員。[127]
- Claudio O. Teehankee，Sr.，71歲，菲律賓法官和外交官，癌症。[128]
- 特魯德·馮·莫洛，82歲，奧地利女演員。[129]

### 28日
- Arsenie Boca，79歲，羅馬尼亞神學家。[130]
- 埃內斯托·西瓦爾迪（Ernesto Civardi），83歲，義大利紅衣主教兼主教聖會秘書。[131]
- 格奧爾基·伊利維茨基（Georgy Ilivitsky），68歲，蘇聯國際象棋大師，自殺。[132]
- 比爾·波塞德爾，83歲，美國職業棒球大聯盟球員。[133]
- 喬·文森特，91歲，荷蘭歌手。[134]

### 29日
- 古比·艾倫，87歲，澳大利亞-英國板球運動員，胃部手術併發症。[135]
- 朱塞佩·安東尼尼，75歲，義大利足球運動員。[136]
- 安·伯頓，56歲，荷蘭爵士歌手，喉癌。[137]
- 馬里奧·科利，74歲，義大利演員。
- 納坦·艾德爾曼，59歲，蘇聯和俄羅斯作家和歷史學家。
- 西斯托·吉拉杜齊（Sisto Gillarduzzi），81歲，義大利雪橇運動員和高山滑雪運動員。
- 任劍輝，76歲，中港戲女演員，胸腔積液。
- A. Maruthakasi，69歲，印度作詞家和詩人。
- Ion Popescu-Gopo，66歲，羅馬尼亞平面藝術家、動畫師和演員。[138]
- 弗蘭克·斯坎內爾，86歲，美國演員。
- 梅布爾·基頓·斯托珀斯，99歲，美國護士和民權活動家。[139]
- 罗尔夫·图尔卡，74歲，芬蘭奧運帆船運動員（1948年、1952年）。[140]
- 宗博里·厄登，83歲，匈牙利摔跤運動員和奧運冠軍。[141]

### 30日
- 艾哈邁杜·阿希喬，65歲，喀麥隆政治家，總理（1960年）和總統（1960-1982年），心臟病發作。[142]
- 斯捷潘·博爾蒂扎爾，76歲，南斯拉夫奧運體操運動員（1948年）。[143]
- 哈桑·法帝，89歲，埃及建築師。[144]
- 阿尔弗雷德·赫尔豪森，59歲，德國銀行家，爆炸案。[145]
- 加布里埃爾·馬內克，76歲，印尼羅馬天主教會主教。
- 皮埃爾·路易吉·韋斯特裡尼，84歲，義大利奧運賽艇運動員（1928年）。[146]